# لوسيا فاليريو
لوسيا فاليريو (بالإيطالية: Lucia Valerio)‏ (مواليد 28 فبراير 1905 - الوفاة 26 سبتمبر 1996) هي لاعبة كرة مضرب إيطالية سابقة كانت تلعب باليد اليمنى، اعتزلت اللعب في 1935.